# Johan Cornelis
Johan Cornelis (Hansbeke) is een Belgische politicus voor CD&V en was de laatste burgemeester van Nevele.

## Biografie
Cornelis werd begin 1995 gemeenteraadslid in Nevele.
Bij de verkiezingen van 2006 was er binnen zijn lijst Nieuw Nevele wrijving over wie lijsttrekker zou zijn, hij of Ilbert Vervaeke, die beiden het burgemeesterschap nastreefden. Na de verkiezingen vormde Nieuw Nevele een meerderheid met CD&V en Cornelis werd begin 2007 schepen onder CD&V-burgemeester Roger Boone, die zijn mandaat voortzette. Volgens een afspraak tussen de twee meerderheidspartijen zou na twee jaar in de legislatuur het burgemeesterschap worden doorgegeven aan Cornelis van de lijst Nieuw Nevele en zo werd Cornelis in 2009 burgemeester. Er ontstond rond die periode echter verdere onenigheid binnen de partij en Cornelis kreeg kritiek voor een rechtszaak waarin hij was beland, maar waarvoor hij later werd vrijgesproken. Verschillende leden van Nieuw Nevele werden uit de partij gezet, ook Cornelis. Hij bleef burgemeester en sloot zich aan bij de andere meerderheidspartij, CD&V.